# Roel Wiersma
Roel Wiersma (nacido el 15 de abril de 1932 en Hilversum y fallecido el 4 de febrero de 1995) fue un futbolista neerlandés que jugaba de defensa en la Selección de fútbol de los Países Bajos y también en el PSV Eindhoven, con el cual disputó 316 partidos.

## Trayectoria
Wiersma pasó toda su trayectoria profesional en el PSV Eindhoven aunque al final de su carrera fichó por el EVV Eindhoven con el que jugó 4 encuentros antes de lesionarse de gravedad al fracturarse la tibia y verse obligado a dejar el deporte profesional. Murió el 4 de febrero de 1995 de un ataque al corazón durante un partido de tenis.

## Selección nacional
Fue internacional con la selección de fútbol de los Países Bajos en 53 ocasiones.

## Clubes
| Club          | País         | Año       |
| ------------- | ------------ | --------- |
| PSV Eindhoven | Países Bajos | 1954-1965 |
| EVV Eindhoven | Países Bajos | 1965-1966 |

## Palmarés

### Campeonatos nacionales
| Título     | Club          | País         | Año  |
| ---------- | ------------- | ------------ | ---- |
| Eredivisie | PSV Eindhoven | Países Bajos | 1963 |